# Aloe macleayi
Aloe macleayi är en grästrädsväxtart som beskrevs av Gilbert Westacott Reynolds. Aloe macleayi ingår i släktet Aloe och familjen grästrädsväxter.
Artens utbredningsområde är Sudan. Inga underarter finns listade i Catalogue of Life.